# RuPaul's Drag Race All Stars (mùa 5)
Chương trình truyền hình thực tế về drag queen RuPaul's Drag Race All Stars mùa thứ năm được công bố chính thức trên kênh VH1 vào ngày 19 tháng 8 năm 2019.
Ngày 20 tháng 2 năm 2020, tài khoản Twitter chính thức của chương trình cho biết sẽ khởi chiếu tập đầu tiên vào ngày 5 tháng 6 cùng năm. Ngày 8 tháng 5, nhà sản xuất công bố dàn thí sinh của cuộc thi.
Người chiến thắng của mùa này là Shea Couleé, trong khi đó Jujubee và Miz Cracker là hai á quân. Shea nhận được phần thưởng tiền mặt trị giá 100.000 USD, kèm theo một năm sử dụng mỹ phẩm của hãng Anastasia Beverly Hills Cosmetics.

## Thí sinh
Số liệu tính tại thời điểm ghi hình
| Tên                     | Tuổi | Quê quán                | Mùa thi gốc | Thứ hạng gốc | Thứ hạng  |
| ----------------------- | ---- | ----------------------- | ----------- | ------------ | --------- |
| Shea Couleé             | 30   | Chicago, Illinois       | Mùa 9       | 3/4          | Quán quân |
| Jujubee                 | 34   | Boston, Massachusetts   | Mùa 2       | 3            | Á quân    |
| Jujubee                 | 34   | Boston, Massachusetts   | All Stars 1 | 3/4          | Á quân    |
| Miz Cracker             | 35   | Harlem, New York        | Mùa 10      | 5            | Á quân    |
| Blair St. Clair         | 24   | Washington, D.C.        | Mùa 10      | 9            | 4         |
| Alexis Mateo            | 39   | Las Vegas, Nevada       | Mùa 3       | 3            | 5         |
| Alexis Mateo            | 39   | Las Vegas, Nevada       | All Stars 1 | 5/6          | 5         |
| India Ferrah            | 33   | Las Vegas, Nevada       | Mùa 3       | 10           | 6         |
| Mayhem Miller           | 37   | Riverside, California   | Mùa 10      | 10           | 7         |
| Mariah Paris Balenciaga | 37   | Los Angeles, California | Mùa 3       | 9            | 8         |
| Ongina                  | 37   | Los Angeles, California | Mùa 1       | 5            | 9         |
| Derrick Barry           | 35   | Las Vegas, Nevada       | Mùa 8       | 5            | 10        |

## Bảng loại trừ
| Thí sinh                | 1     | 2     | 3     | 4     | 5     | 6     | 7     | 8         |
| ----------------------- | ----- | ----- | ----- | ----- | ----- | ----- | ----- | --------- |
| Shea Couleé             | AT    | THẮNG | NH3   | AT    | THẮNG | NH4   | NH3   | QUÁN QUÂN |
| Jujubee                 | AT    | CAO   | THẮNG | CAO   | NH5   | NH4   | NH3   | Á QUÂN    |
| Miz Cracker             | CAO   | AT    | AT    | THẮNG | NH5   | THẮNG | THẮNG | Á QUÂN    |
| Blair St. Clair         | AT    | CAO   | CAO   | AT    | NH5   | NH4   | LOẠI  | Khách     |
| Alexis Mateo            | CAO   | AT    | AT    | AT    | NH5   | LOẠI  |       | Khách     |
| India Ferrah            | THẮNG | NH3   | NH3   | NH2   | LOẠI  |       |       | Khách     |
| Mayhem Miller           | NH2   | AT    | CAO   | LOẠI  |       |       |       | Khách     |
| Mariah Paris Balenciaga | AT    | NH3   | LOẠI  |       |       |       |       | Khách     |
| Ongina                  | THẤP  | LOẠI  |       |       |       |       |       | Khách     |
| Derrick Barry           | LOẠI  |       |       |       |       |       |       | Khách     |

     Thí sinh chiến thắng chung cuộc
     Thí sinh về nhì
     Thí sinh thắng cả thử thách và màn Lip Sync
     Thí sinh thắng thử thách và hòa trong màn Lip Sync
     Thí sinh thắng thử thách nhưng thua trong màn Lip Sync
     Thí sinh nhận đánh giá tích cực và an toàn
     Thí sinh nhận đánh giá và an toàn
     Thí sinh nhận đánh giá tiêu cực nhưng an toàn
     Thí sinh rơi vào nhóm nguy hiểm
     Thí sinh nhận đánh giá tích cực nhưng rơi vào nhóm nguy hiểm do twist.
     Thí sinh bị loại